# Coeur d’Alene (Indianie)

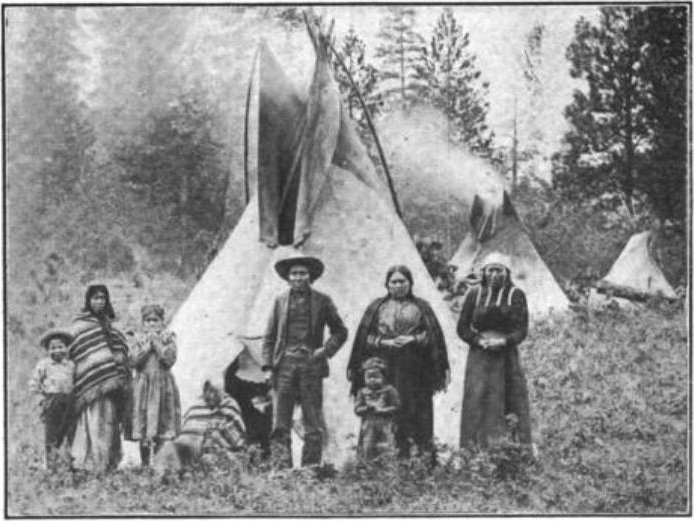
Indianie Coeur d’Alene w rezerwacie Desmet, 1907

Coeur d’Alene – plemię Indian północnoamerykańskich należące do rodziny językowej salisz. Pędzili życie myśliwych i rybaków nad brzegami jeziora Coeur d’Alene oraz nad rzekami St. Joe, Clark Fork i Spokane, w dzisiejszych stanach Idaho, Waszyngton i Montana. Po oswojeniu konia zasiedlili obszary prerii.
Konflikty terytorialne z napływającymi białymi osadnikami doprowadziły do starć plemienia z wojskiem amerykańskim w 1858 roku. W 1873 zmuszono ich do osiedlenia się w liczącym 2400 km² rezerwacie w pobliżu Plummer w Idaho, którego wielkość zmniejszono następnie do 1400 km².
Dziś na terenie rezerwatu Coeur d’Alene w Idaho znajdują się m.in. stanowiące własność plemienną kasyno i pole golfowe (zatrudniające łącznie ok. 500 osób), a także hotel, farma, market, stacja obsługi samochodów, plemienna szkoła i wzorcowa placówka Indiańskiej Służby Zdrowia (IHS).
Według danych U.S. Census Bureau, podczas spisu powszechnego w 2000 roku 1392 obywateli USA zadeklarowało, że jest pochodzenia wyłącznie Coeur d’Alene, zaś 1658 – wyłącznie lub między innymi Coeur d’Alene.